# How Much Is the Fish?
How Much Is the Fish? (Kolik stojí ryba?) je píseň německé skupiny Scooter z alba No Time to Chill z roku 1998. Jako singl vyšla píseň v roce 1998. Během práce na singlu odešel Ferris Bueller od skupiny. Na jeho místo nastoupil Axel Coon. Na konci videoklipu se měla ukázat mrtvá ryba, ale finální scéna se nakonec nekonala.
V refrénu skladby je použita melodie bretoňské písně Son ar Chistr.

## Seznam skladeb
1. How Much Is The Fish? - (3:45)
2. How Much Is The Fish? (Extendedfish) - (5:23)
3. How Much Is The Fish? (Clubfish) - (6:11)
4. Sputnik - (3:06)

## Samply
"How Much Is The Fish?" používá melodii z písně "Was Wollen Wir Trinken(Wat Zullen We Drinken)" (Co budeme pít) od holandské skupiny Bots. Píseň byla přidána k některým archivním záběrům z 2 sv.války na YouTube, tak to vypadá jakoby to byla hymna Luftwaffe od Německých pilotů v 40. letech během 2 sv.války, ale je to časově nemožné, jelikož kapela Bots to nazpívala až v 70. letech.

## Umístění ve světě
| Hitparáda | Umístění |
| --------- | -------- |
| Švýcarsko | 13       |
| Rakousko  | 9        |
| Finsko    | 2        |
| Švédsko   | 23       |
| Německo   | 3        |